# Hòa An, Tuyên Quang
Hòa An là một xã thuộc tỉnh Tuyên Quang, Việt Nam.
Xã Hòa An có diện tích 24,31 km², dân số năm 1999 là 4666 người, mật độ dân số đạt 192 người/km².